# Ostrincola falcatus
Ostrincola falcatus is een eenoogkreeftjessoort uit de familie van de Myicolidae. De wetenschappelijke naam van de soort is voor het eerst geldig gepubliceerd in 1984 door Humes.